# Lionel Johnson
Lionel Pigot Johnson, född 15 mars 1867, död 4 oktober 1902, var en brittisk poet.
Johnson skrev formfulländade dikter, inspirerade av en djup religiös känsla med katolsk färgning och av kärlek till Irland, hans adopterade fädernesland. Johnson var även en framstående kritiker, framför allt med den utsökta The art of Thomas Hardy (1894). En samlad utgåva av hans dikter utkom 1915.